# Louisa Harland
Louisa Harland   (Dublín, 31 de gener de 1993), nascuda 
Louisa Claire Harland és una actriu irlandesa coneguda pel seu paper com a Orla McCool a la sèrie Derry Girls.

## Biografia
Louisa Harland va néixer a Dublín i és la petita de tres germanes. Va viure al sud de la ciutat de Dublin, al barri de Drumdun, durant tota la seva infantesa. Durant aquesta època va iniciar els seus estudis a l’escola de teatre Ann Kavanagh, al barri veí de Rathfarman. Més tard l’actriu es va mudar a Londres, on va continuar els seus estudis a l’acadèmia de teatre Montview Academy. 
La seva primera aparició a televisió va ser el 2011 a la sèrie irlandesa Love/Hate, on va interpretar el paper de Kayleigh. Entre 2011 i 2018 va realitzar diverses aparicions més, tant en pel·lícules com en sèries, però no és fins al 2018 quan es va convertir en una estrella internacional gràcies al seu paper com a Orla McCool a la sèrie Derry Girls.

## Filmografia

### Pel·lícules
| Any  | Pel·lícula            | Paper         |
| ---- | --------------------- | ------------- |
| 2014 | Standby               | Julie         |
| 2017 | Lost in London        | Stella        |
| 2018 | Sunday Tide           | Violet        |
| 2020 | Boys from County Hell | Claire McCann |

### Sèries
| Any       | Sèrie        | Paper           | Notes                |
| --------- | ------------ | --------------- | -------------------- |
| 2011      | Love/Hate    | Kayleigh        | 4 episodis           |
| 2016      | Doctors      | Caz Ellison     | 1 episodi            |
| 2016-2017 | Eden         | Narradora       |                      |
| 2018      | Finding Joy  | Tara            | 1 episodi            |
| 2018-2022 | Derry Girls  | Orla McCool     | Personatge principal |
| 2019      | Handy        | Finnoula        | 1 episodi            |
| 2022      | The deceived | Closa O'Donnell | 4 episodis           |